# Anton I. Arion

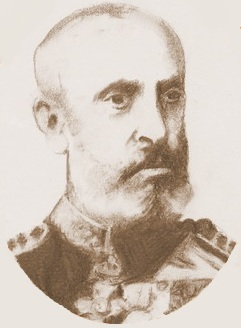
Anton I. Arion

Anton I. Arion (n. 1824 — d. 1897) a fost un politician, ministru al justiției  și de interne român.